# War
War (în traducere, Război) este al treilea album de studio al formației rock irlandeze U2, lansat la 28 februarie 1983. Albumul a ajuns să fie privit ca primul album U2 cu tematică pronunțat politică, parțial din cauza unor cântece ca „Sunday Bloody Sunday”, „New Year's Day”, precum și din cauza titlului său, care derivă din percepția formației asupra lumii la acel moment; Bono a declarat că „războiul părea să fie un lait-motiv pentru anul 1982.”
Temele centrale ale albumelor anterioare, Boy și October s-au concentrat pe adolescență și, respectiv, spiritualitate, War s-a concentrat atât pe aspectele fizice ale războiului, cât și pe efectele sale emoționale. Albumul a fost descris ca fiind discul în care formația „a transformat pacifismul însuși într-o cruciadă”.
War a reprezentat un succes comercial, înlăturând albumul lui Michael Jackson Thriller de pe primele locuri ale clasamentelor și devenind primul album U2 care a ajuns numărul 1 în Regatul Unit. În 2003, albumul a fost plasat pe locul 221 în lista celor mai mari 500 de albume ale tuturor timpurilor alcătuită de revista Rolling Stone.